# Taher Ghalia
 (mars 2024).
Taher Ghalia, né le 27 décembre 1952, est un historien, archéologue et universitaire tunisien spécialiste de l'architecture et de la mosaïque de l'Antiquité tardive.

## Biographie
Il étudie à l'université de Provence Aix-Marseille I, où il obtient un doctorat et soutient en 1989 une thèse intitulée Hergla et les mosaïques de pavement des basiliques chrétiennes de Tunisie : plan, décor et liturgie.
De 2001 à 2012, il prend la direction du musée national du Bardo. Il occupe ensuite le poste de directeur de la division des musées à l'Institut national du patrimoine.

## Publications

### Ouvrages
- Hergla et les mosaïques de pavement des basiliques chrétiennes de Tunisie : plan, décor et liturgie, Lille, Atelier national de reproduction des thèses, 1989.
- Le Cap Bon : le pays, l'histoire, les hommes, Tunis, Centre de publication universitaire, 2007.

### Sélection d'articles
- Moncef Ben Moussa, Meriem Berrada, Éric de Chassey, Malika Dorbani Bouabdellah, Taher Ghalia et Abdellah Karroum, « Musée national/musée universel, musée global/musée local : les musées de la rive sud de la Méditerranée », Perspective, no 2,‎ 2017, p. 49-64 (ISSN 1777-7852 et 2269-7721, DOI 10.4000/perspective.7378, lire en ligne, consulté le 17 janvier 2022).